# Joseph G. Butler Jr.
Joseph Green Butler Jr. (21 de diciembre de 1840 - 20 de diciembre de 1927) fue un industrial, filántropo e historiador popular estadounidense. Es recordado principalmente por haber fundado el primer museo de su país dedicado exclusivamente al arte estadounidense, el Instituto Butler de Arte Americano.

## Primeros años
Butler nació en la ciudad industrial de Temperance Furnace, Condado de Mercer (Pensilvania). Era hijo de Joseph Green y Temperance (Orwig) Butler. La presencia de su familia en el país se remonta al período anterior a la Revolución Americana. Sus ancestros angloirlandeses emigraron de las cercanías de Dublín a la América colonial en 1759. Su padre, Joseph Green Butler, era un "fabricante de hierro muy conocido y experto en altos hornos". Su abuelo, Joseph Butler, estableció el primer alto horno en el centro de Pensilvania. Cuando Butler todavía era un niño, su familia se mudó a Niles, Ohio, donde asistió a una escuela local junto con el futuro presidente William McKinley.

## Carrera industrial
Se involucró en el negocio del hierro a la edad de 30 años. Con el tiempo, sus actividades industriales se centraron en Youngstown, Ohio, donde se convirtió en una figura fundamental en la transición del hierro a la producción de acero. En 1892, se unió al industrial local Henry Wick en la organización de la Ohio Steel Company, que construyó dos plantas Bessemer a lo largo del río Mahoning, al noroeste de Youngstown. La compañía entró en producción en 1895, y se vendió cuatro años después a la National Steel Company, con sede en Pittsburgh. En 1901, la planta local se convirtió en la Ohio Works de la Carnegie Steel Company, formando parte de la US Steel Corporation.
Sin embargo, la influencia de Butler se extendió mucho más allá de Ohio. A principios del siglo XX, era un industrial conocido a nivel nacional que desempeñó los cargos de director del American Iron and Steel Institute; presidente de la Portage Silica Company; y director de la Youngstown Sheet and Tube Company, Pennsylvania & Lake Erie Dock Company, Youngstown y Suburban Railway Company, Pennsylvania y Ohio Power & Light Company, y del Commercial National Bank de Youngstown. Entre los industriales estadounidenses, se le conocía cariñosamente como "tío Joe".

## Contribuciones cívicas

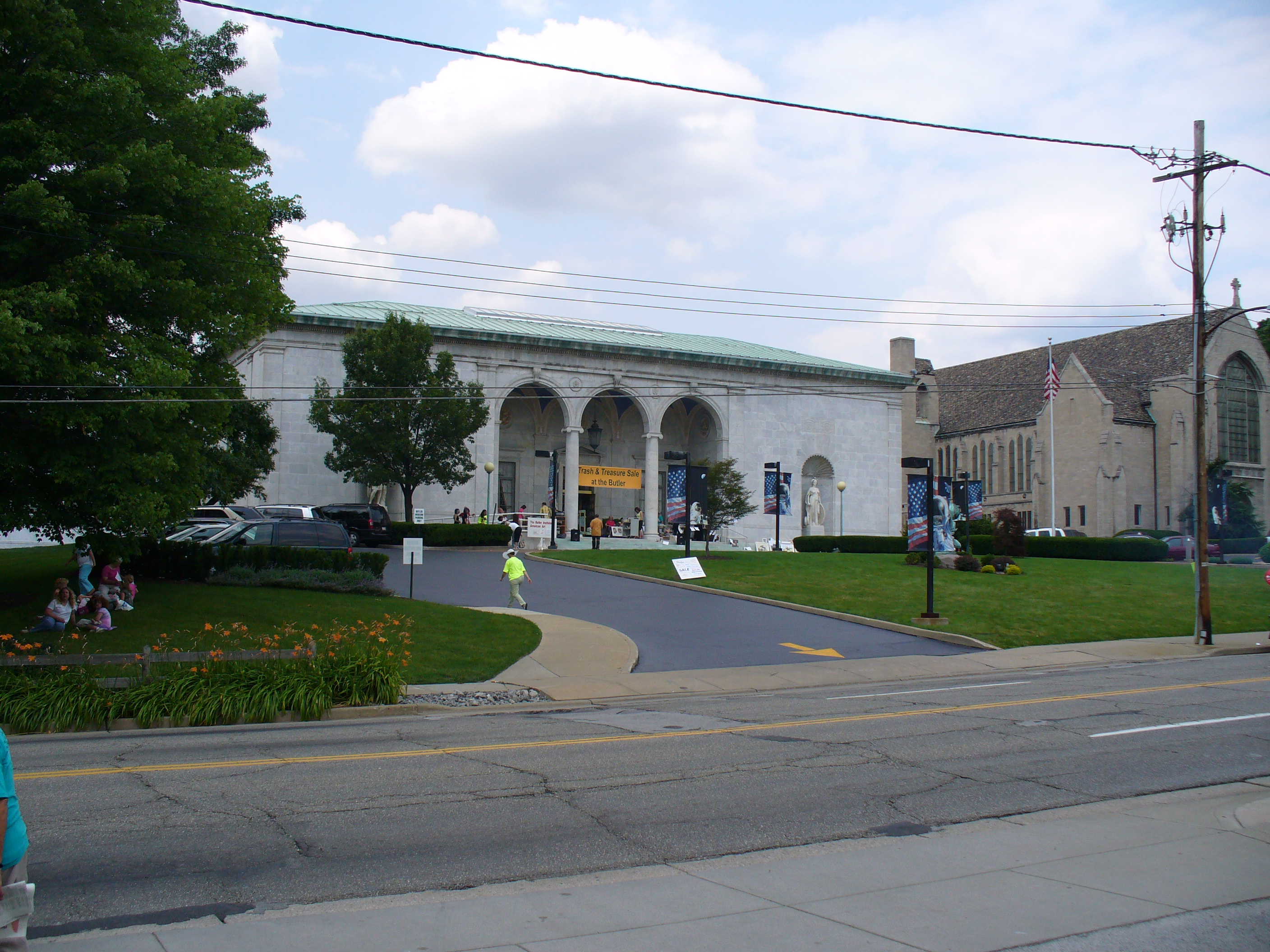
Instituto Butler de Arte Americano

El legado más famoso de Butler es el Instituto Butler de Arte Americano, ubicado cerca del moderno campus de la Universidad Estatal de Youngstown. Fundó la institución en 1919 para albergar su colección personal de arte estadounidense. El compromiso del industrial con este innovador museo se reflejó en su última voluntad y testamento. Según las noticias de aquella época, Butler dejó la mayor parte de su patrimonio de 1,5 millones de dólared al Instituto Butler.
Tres décadas después de la muerte de Butler, la revista Time publicó un artículo en el que describía el museo de arte como "en pleno auge". En un pasaje que elogiaba la visión del difunto industrial, así como su realización, los editores de la revista escribieron: "Para establecer el tono estrictamente estadounidense del lugar, colocó una escultura de bronce de un indio con plumas frente al edificio porticado de 500.000 dólares diseñado por la firma de Manhattan McKim, Mead & White. Con la Universidad de Youngstown cerca, las dos manzanas que rodean el museo pronto se convirtieron en el centro cultural del tercer mayor núcleo de la en la franja del acero de los Estados Unidos".
Como líder de la comunidad y filántropo, Butler también jugó un papel decisivo en la concepción y realización de otros proyectos cívicos, incluyendo el 'Memorial Nacional del nacimiento de McKinley￼￼￼' en Niles (Ohio), un monumento a la memoria de su amigo personal, el presidente William J. McKinley. Además, Butler fue el autor de varios trabajos históricos bien recibidos, que incluyen una descripción general del desarrollo de la industria del acero en los Estados Unidos, una historia del Valle de Mahoning y una biografía del presidente McKinley. Sus trabajos publicados también incluyen un volumen titulado, "Presidents I Have Seen and Known" (Presidentes que he visto y conocido). Butler conoció personalmente a todos los presidentes de los Estados Unidos desde Abraham Lincoln hasta Calvin Coolidge.

## Muerte
Joseph G. Butler Jr. murió en la víspera de su 87 cumpleaños. En el servicio conmemorativo celebrado en el Instituto Butler de Arte Americano, el educador de Youngstown O. L. Reid presentó un elogio destacando la rara combinación de pragmatismo y sensibilidad artística de Butler, señalando que: "Sus ancestros eran maestros del hierro y seguramente algunos de ellos habrían sentido una enorme sensación de alegría ante la pura belleza de la llama blanca de sus hornos". Los servicios funerarios de Butler se llevaron a cabo en la Iglesia Episcopal de Saint John, en Youngstown, y sus restos fueron enterrados en el cementerio de Belmont Park, en las cercanías de Liberty (Ohio).